# Circolare 3C

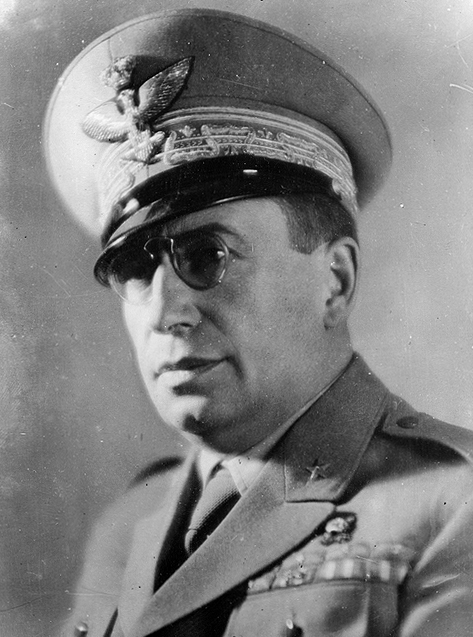
Il generale d'armata Mario Roatta, autore della circolare 3C

La circolare 3C fu una direttiva emanata il 1º marzo 1942 dal Comando superiore delle forze armate in Slovenia e Dalmazia ("Supersloda") a firma del generale d'armata Mario Roatta; distribuita a livello di battaglione e di reparto, questa circolare era in diretta relazione con il decreto emanato da Benito Mussolini in gennaio che regolava «i rapporti tra le autorità militari e quelle civili in materia di sicurezza e ordine pubblico» nei territori occupati dalla 2ª Armata in Jugoslavia.
Il tono della premessa fu chiaro fin da subito: il «trattamento da fare ai ribelli non deve essere sintetizzato nella formula "dente per dente", bensì da quella "testa per dente!"». Si voleva quindi regolare l'atteggiamento che le truppe italiane dovevano mantenere nei confronti della resistenza jugoslava e della popolazione civile dei territori occupati, accogliendo esplicitamente il principio di correità della popolazione residente in un'area di attività partigiana e assumendo come metodo la politica del terrore contro i civili, ordinando rappresaglie, deportazioni, confische, catture di ostaggi e fucilazioni sommarie. Il punto significativo della direttiva era quindi che l'eccesso di reazione non sarebbe stato perseguito, lasciando in pratica mano libera alle truppe nei confronti della popolazione civile. Come ebbe a dire lo storico Claudio Pavone, la circolare era una «effettiva dichiarazione di guerra contro i civili». 
A questa circolare fece seguito un bando emanato dallo stesso Roatta il 24 aprile 1942, in cui venivano autorizzate le rappresaglie sugli ostaggi in caso di attentati i cui autori fossero rimasti ignoti.

## Il contesto jugoslavo
L'occupazione dei Balcani da parte delle forze dell'Asse nell'aprile 1941, e la conseguente distruzione dell'ordine politico preesistente, creò le condizioni per l'esplosione delle guerre etniche e l'inizio della resistenza, che inizialmente fu costituita da gruppi poco organizzati che intraprendevano operazioni isolate e soprattutto spontanee. Solo gradualmente questi gruppi si coagularono e si trasformarono in veri e propri movimenti di liberazione contro gli occupanti, soprattutto di ispirazione patriottica, ai quali in un secondo momento si unirono formazioni di ispirazione comunista. Infatti solo con l'invasione tedesca dell'Unione Sovietica il Komintern diede chiare disposizioni ai partiti comunisti d'Europa di mobilitarsi contro gli «aggressori fascisti», imprimendo alla lotta contro tedeschi e italiani un carattere di guerra ideologica antifascista. In particolare fu decisiva l'azione del Partito comunista jugoslavo (PCJ) – guidato da Josip Broz Tito – che ebbe un ruolo di collegamento con Mosca e altri partiti comunisti europei nel coordinare la lotta contro le forze dell'Asse. Nei Balcani la resistenza non fu omogenea, più debole e limitata in Albania, ma decisamente meglio organizzata, più numerosa e agguerrita in Grecia e soprattutto in Jugoslavia. Qui la lotta condotta da Tito contro gli occupanti assunse dimensioni tali da portare alla liberazione del paese, ma anche allo scoppio di una guerra civile che ne sconvolse l'aspetto socio-politico.

Taddeo Orlando, Emilio Grazioli, Mario Robotti durante una parata nella città di Lubiana, 1941.

Con l'inizio della guerriglia nelle zone soggette al loro controllo militare, gli italo-tedeschi reagirono in due modi: da una parte con una brutale repressione, dall'altra con operazioni militari coordinate, per lo più su iniziativa tedesca, che avevano lo scopo di estinguere «tutte» le forze di resistenza, compresi i cetnici.
Per far fronte all'aumento delle attività di resistenza i comandi italiani dovettero correre ai ripari, soprattutto considerando le difficoltà che il Regio Esercito incontrò nell'inverno 1941-1942 nella gestione del territorio e nei gravosi problemi logistici che comportava il rifornimento di centinaia di piccole guarnigioni sparse nei territori occupati, colpite dal freddo, dalla fame, dall'isolamento e dagli attacchi delle forze partigiane.
La risposta italiana si concretizzò nel consolidamento della militarizzazione: l'esercito di fatto prese in carico il governo nella maggior parte delle zone occupate. Nel corso del 1942 i soldati impegnati in Jugoslavia superarono le 300 000 unità ripartite in circa venti divisioni, il doppio rispetto all'anno precedente; buona parte di queste divisioni erano raggruppate soprattutto nella 2ª Armata, all'inizio comandata dal generale Vittorio Ambrosio. Egli fu rimpiazzato nel 1942 dal capo di stato maggiore dell'esercito generale Mario Roatta (Ambrosio ne assunse le funzioni) sotto il quale l'armata assunse l'acronimo "Supersloda" – Comando Superiore di Slovenia e Dalmazia.. Da Roatta dipendeva quindi l'amministrazione di un vasto territorio che andava dalla provincia di Lubiana a quella di Cattaro, includendo la Dalmazia e una parte di Croazia e Bosnia ed Erzegovina; egli disponeva di tre corpi d'armata (XI, V, VI) cui si aggiunse nel febbraio 1942 il XVIII in Dalmazia. Al contrario il Montenegro rimase un'entità a sé stante, presidiato dal XIV Corpo d'armata con il comandante, generale Alessandro Pirzio Biroli, facente funzione anche di governatore.
La politica fascista aveva inizialmente contemplato un minimo impegno militare nei Balcani in virtù di un'accelerata serie di annessioni e della costituzione di governi civili filofascisti, ma dovette essere ricalibrata. Ora l'intenzione era di occupare fisicamente spazi sempre più ampi, da amministrare con protettorati militari e un imponente schieramento di truppe. Tutto ciò rifletteva la volontà di Benito Mussolini e dei comandi di applicare nei Balcani un sistema repressivo violento, sul modello di quello tedesco, in riferimento alla sua pretesa efficacia e severità, anche se in realtà – come scrive lo storico Eric Gobetti – «non si può individuare una sostanziale differenza nelle pratiche occupazionali» dei due eserciti. Colpisce ad esempio il tenore di un ordine emanato a Trieste nel febbraio 1944 dal generale Ludwig Kübler, che prescriveva «terrore contro terrore, occhio per occhio, dente per dente»: rievocava esplicitamente la circolare 3C del generale Roatta del 1942, che utilizzava l'espressione «testa per dente», ribadendo il «ripudio delle qualità negative compendiate nella frase 'bono italiano'».

## La circolare 3C

### Scopi e attuazione

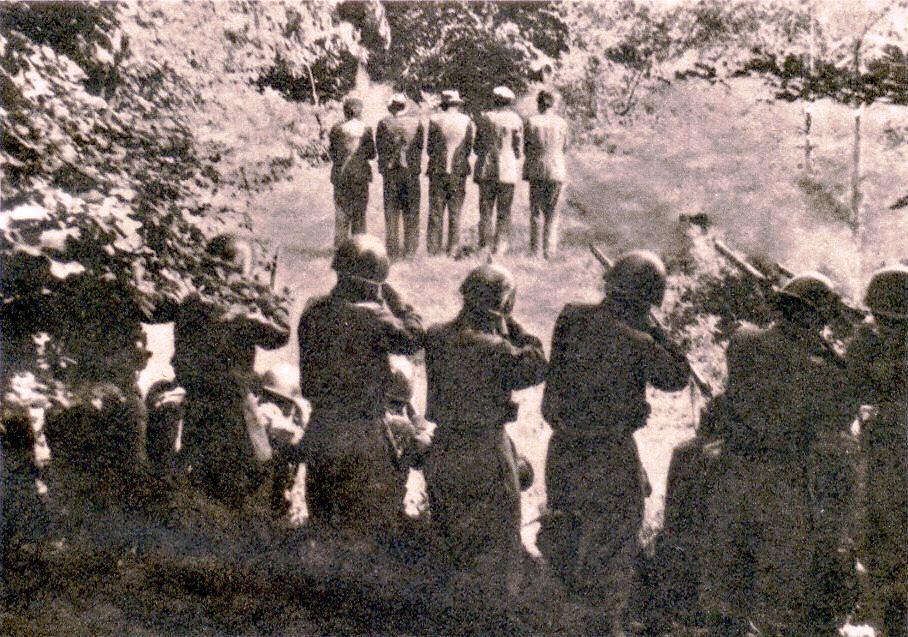
Soldati italiani fucilano degli ostaggi sloveni di Dane, Loška Dolina. I nomi delle vittime sono: Franc Žnidaršič, Janez Kranjc, Franc Škerbec, Feliks Žnidaršič ed Edvard Škerbec.

La circolare 3C costituisce un passaggio nevralgico nella politica italiana di occupazione; sistematizzò le disposizioni già adottate dall'XI Corpo d'armata del generale Mario Robotti per fronteggiare il movimento partigiano, le quali si ispiravano a pochi e chiari principi: «Il territorio in cui ci si muove è un campo di battaglia» e di conseguenza «tutti devono essere considerati nostri nemici», «non si devono fare prigionieri» e nelle eventuali reazioni da parte dei soldati italiani «non si deve risparmiare i sospetti di favoreggiamento e le loro case». Aggiungeva infine che: «[...] è inammissibile che i ribelli attacchino una caserma, un posto, senza che la popolazione lo sappia. E se la gente ha paura di morire per mano dei partigiani se parla, abbia paura di morire per mano nostra se non parla».
Queste disposizioni furono reinterpretate nei mesi successivi in modo sempre più radicale, prospettando la cultura dell'odio come perno e lievito dell'azione anti-partigiana dallo stesso Roatta e dai comandi militari.
Secondo lo storico Massimo Legnani, ciò è testimoniato dalle premesse che il medesimo Roatta antepone alle proprie disposizioni, quali «confermano ordini preesistenti» e «in parte li integrano adeguandoli alle nuove necessità che si profilano»: il generale riconobbe che la guerriglia non solo inceppava i meccanismi dell'occupazione, ma ne minava in profondità le basi. Del resto, il rimando agli «ordini preesistenti» non allude solo a quelli provenienti dall'XI corpo d'armata. Infatti, già durante la repressione in Montenegro nell'estate 1941, il generale Ambrosio aveva sollecitato il sottoposto Pirzio Biroli a non prendere prigionieri. Quanto al sesto punto della circolare 3C riferita ai "concetti basilari", Roatta chiarisce che il trattamento «da fare ai ribelli non deve essere sintetizzato dalla formula "dente per dente" ma bensì da quella "testa per dente!"», non fa che codificare e sancire, al più alto livello di responsabilità, orientamenti già largamente diffusi.

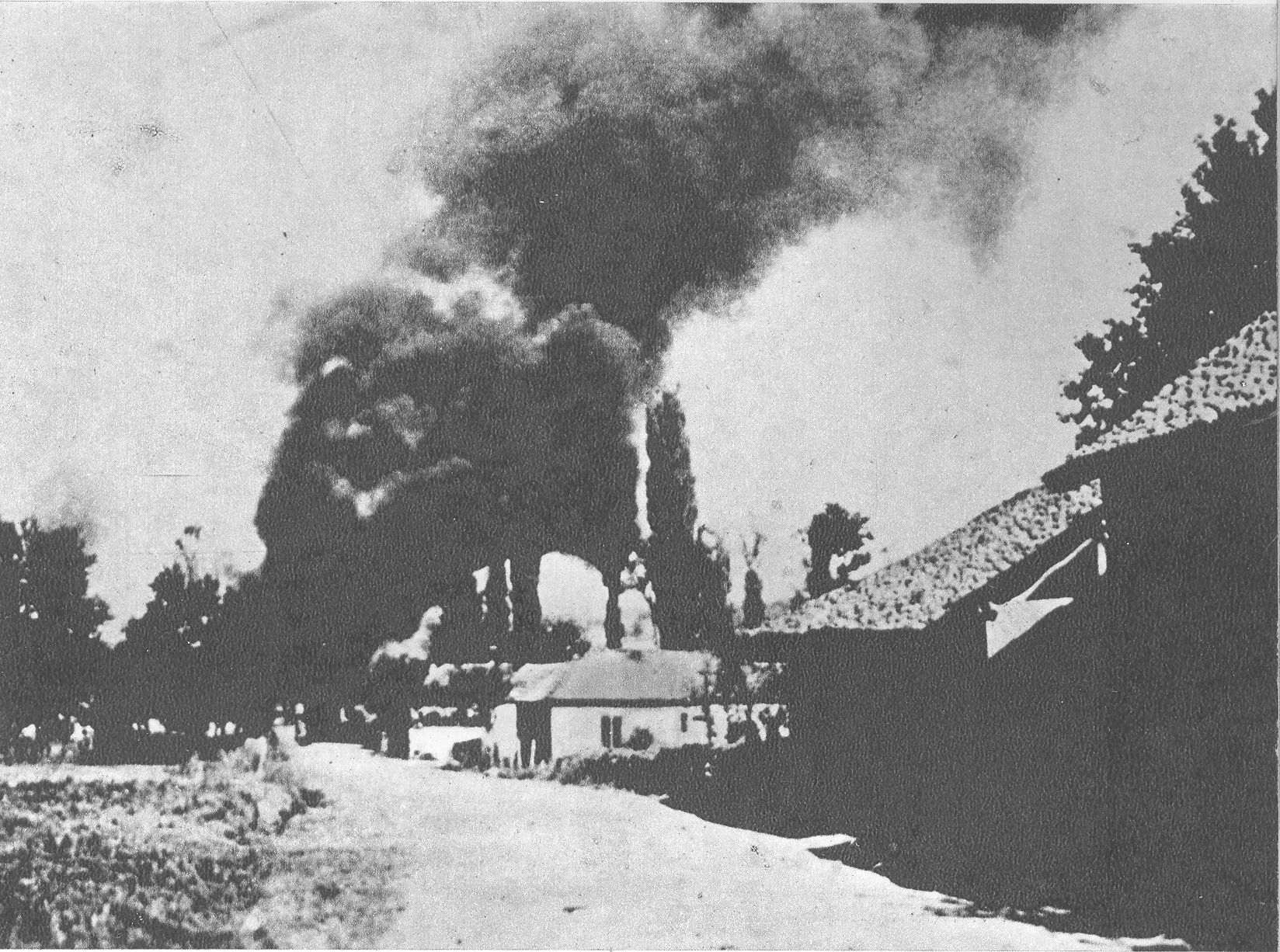
Incendio di un villaggio croato durante un rastrellamento da parte di soldati italiani

Secondo lo storico Eric Gobetti, la circolare 3C rappresenta la sintesi chiara ed efficace della strategia repressiva italiana, dove di fatto venne meno la distinzione fra partigiano combattente e civile sospettato di solidarizzare con la resistenza: quando catturati in zona di operazioni, gli uni e gli altri andavano giustiziati senza processo, perché era meglio «non fare prigionieri». Ordine solertemente eseguito da molti comandanti italiani nei Balcani, come ad esempio il generale Taddeo Orlando, comandante della 21ª Divisione fanteria "Granatieri di Sardegna" stanziata in Croazia; il 28 aprile emanò un ordine segreto nel quale «proibiva alle sue unità di consegnare al tribunale militare qualunque ribelle o persona catturata con le armi in pugno» e, per questa mancanza di scrupoli, si meritò gli elogi di Robotti. In generale prese piede tra i comandi italiani una sempre maggiore abitudine a fucilare numerosi ostaggi per ogni soldato o ufficiale italiano ucciso per mano dei partigiani. La cattura di ostaggi divenne una necessità solo per applicare altre misure draconiane imposte dai comandi. Già nel novembre 1941 Mussolini aveva proposto «che per ogni nostro ferito ne vengano fucilati due, e venti per ogni morto»; poi, il 23 maggio 1942, durante un colloquio con Roatta, Mussolini si mostrò seccato per la situazione in Slovenia, una provincia italiana in realtà fuori controllo, e rammentò al generale «che la miglior situazione è quando il nemico è morto. Occorre quindi poter disporre di numerosi ostaggi e di applicare la fucilazione tutte le volte che sia necessario». Per farlo concordò con Roatta che fosse necessario internare «molta gente – anche 20-30 000 persone» per avere un adeguato bacino di potenziali vittime. Il compito di raccogliere gli ostaggi fu affidato al generale Robotti, che fece deportare tutti gli uomini validi nell'isola-prigione di Arbe o Rab, pur senza interrompere le esecuzioni di tutte le persone sospettate di attività partigiana o comunista. Le esecuzioni di massa furono rare perché, se si fosse dovuto ripagare esattamente le grosse perdite che subiva il Regio Esercito, si sarebbero dovute compiere vere e proprie stragi; ma la logica repressiva era comunque diretta in quella direzione. Il 25 giugno 1943 ad esempio, dopo l'uccisione di nove ufficiali italiani, furono fucilati «180 comunisti» montenegrini per ordine del generale Pirzio Biroli, con un rapporto di 20 a 1.

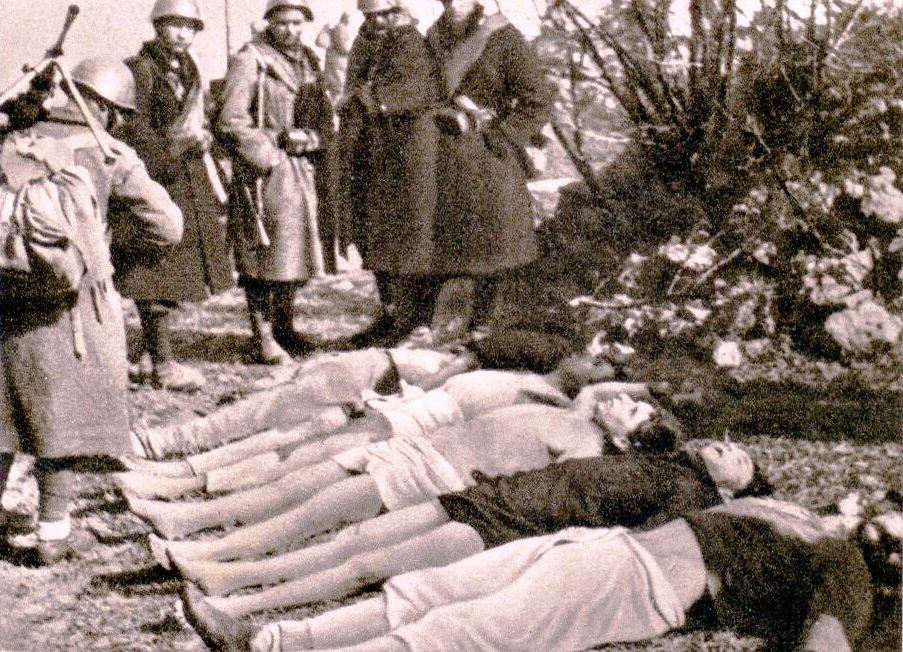
Ostaggi sloveni appena fucilati

Il giorno seguente l'emanazione della circolare 3C i comandi italiani in Jugoslavia si riunirono con i comandi tedeschi ad Abbazia, vicino alla città di Fiume, per mettere a punto il ciclo di operazioni anti-partigiane denominato "Trio": si volevano riconquistare i territori sotto controllo delle forze partigiane e distruggere il comando di Tito. L'operazione si svolse in due fasi nella primavera 1942, durante la quale la circolare 3C fu applicata alla lettera: incendi e distruzioni di case e villaggi, requisizione di viveri, abbattimento dei capi di bestiame furono eseguiti con sistematica frequenza, come peraltro riporta il console delle camicie nere Giovanni Martini, il quale, il 27 maggio, riferì al comando del V Corpo d'armata che «i ribelli hanno fatto azione di fuoco contro i nostri reparti; per rappresaglia il paese è stato dato alle fiamme». Dalla Slovenia al Montenegro il modus operandi fu il medesimo, una tattica della terra bruciata per privare partigiani e popolazione civile del sostentamento necessario per vivere. Furti e devastazioni erano in realtà esplicitamente vietati dal codice penale militare italiano, come peraltro precisava la 3C: «Sarà praticata la confisca [...] e il saccheggio sarà impedito». Di fatto non vi fu alcuna volontà di reprimere o punire questi fenomeni; anzi, i comandi incentivavano tali pratiche ai livelli più alti e lo stesso Mussolini, a proposito della Slovenia, si espresse con queste parole: «Non preoccupatevi del disagio economico della popolazione. Lo ha voluto! Ne sconti le conseguenze».
La strategia repressiva prospettata dal generale Roatta assunse una connotazione dichiaratamente coloniale: «La lotta che conduciamo non è un duello [...] è una lotta paragonabile invece a quella coloniale, in cui conviene dare all'avversario la sensazione netta ed immediata della nostra schiacciante superiorità». Addirittura, appena dopo la pubblicazione della 3C, Roatta e gli alti comandi italiani vagliarono la possibilità di utilizzare gas asfissianti come fatto contro le truppe del Negus Hailé Selassié durante la guerra d'Etiopia. La proposta, comunque, fu presto accantonata. Infine è significativo quanto la circolare abbia contribuito al clima di impunità che si garantiva ai soldati italiani rei di abusi e crimini contro la popolazione civile; il documento infatti esplicitava che «[...] si sappia bene che gli eccessi di reazione, compiuti in buona fede, non verranno mai perseguiti. [...] Perseguiti invece, inesorabilmente, saranno coloro che dimostrassero timidezza ed ignavia». Pure i giornali di propaganda per le truppe, come il Tascapane, incitavano i soldati italiani in modo molto schietto: «[...] Non hanno diritto di essere chiamati uomini. Ucciderli senza pietà!». Ed è in ultimo emblematico il commento del generale Robotti riguardante i risultati di un rastrellamento del 4 agosto: «Chiarire bene il trattamento dei sospetti, perché mi pare che su 73 sospetti non trovar modo di dare neppure un esempio è un po' troppo. Cosa dicono le norme della 3C e quelle successive? Conclusione: SI AMMAZZA TROPPO POCO!».

### Il testo della circolare
Sono riportate le "Premesse" della circolare 3C, interamente consultabili qui. Per la versione del 1º marzo 1942, invece, si faccia riferimento a questa fonte:
(2ª Armata)

P.M. 10, 1° marzo 1942 - XX°

CIRCOLARE N. 3 C

- La situazione in atto, e i suoi sviluppi, impongono un atteggiamento e provvedimenti pienamente appropriati alle circostanze.

- Nella presente circolare fisso norme in proposito, che sostanzialmente confermano ordini preesistenti, e che in parte li integrano adeguandoli alle nuove necessità che si profilano.

- Le norme di parola comprendono:

- PREMESSA: Concetti basilari.

- PARTE I: Misure di sicurezza.

- PARTE II: Difesa dei presidi ecc.

- PARTE III: Caratteristiche dell'azione dei ribelli. Procedimenti da seguire da parte nostra.
PREMESSA

CONCETTI BASILARI:

I quadri dell'Armata debbono tenere costantemente presente i seguenti 10 punti.

PUNTO I°: L'ARMATA È IN GUERRA GUERREGGIATA

- Essa non lotta contro le bande locali ed indipendenti, ma contro un avversario che mira a costituire un "fronte unico", a sostituzione di quell'esercito jugoslavo che l'Armata, in aprile 1941, ha gloriosamente messo fuori causa.

- La guerra che si conduce in Balcania è la stessa che si combatte in Russia, nell'Africa Settentrionale, ecc.

- Questo importa:

- mentalità di guerra;
- ripudio delle qualità negative compendiate nella frase "bono italiano";
- "grinta dura".
PUNTO II°: IL SERVIZIO INFORMAZIONI DEVE ESSERE PARTICOLARMENTE ATTIVO ED ESTESO.

- Ciò in conseguenza delle caratteristiche speciali alla lotta in cui l'Armata è impegnata.

- Al servizio informazioni "tecnico", si deve accoppiare - da parte di tutti - la curiosità costante di ciò che accade intorno e accanto, e la conoscenza perfetta dell'ambiente.

- "Sorprese informative" non sono ammissibili.

PUNTO III°: IL SEGRETO DEVE ESSERE MANTENUTO A QUALUNQUE COSTO.

- La convivenza con popolazioni in origine favorevoli o neutre, e magari ancora esternamente accoglienti, induce l'italiano "bono" a fidarsi del primo venuto.

- È indispensabile invece di non fidarsi di nessuno e, - sino a prova irrefutabile in contrario - specialmente di coloro che si dimostrano esuberantemente favorevoli e cercano di accattivarsi la nostra amicizia.

PUNTO IV°: I PRESIDI, GRANDI E PICCOLI, DEBBONO ESSERE SOLIDAMENTE SISTEMATI A DIFESA.

- Con tale procedimento i presidi (che costituiscono base indispensabile per le operazioni offensive), possono essere sicuramente mantenuti da forze ridotte, a tutto profitto di quelle incaricate delle operazioni suddette.

PUNTO V°: L'EFFICIENZA DEI PARTIGIANI È PER LO PIÙ SOPRAVALUTATA

- Occorre agire decisamente, in alto ed in basso, alla tendenza ad esagerare le possibilità dell'Avversario.

- Faccio appello, per questo al semplice buon senso. I quadri, che conoscono gli ostacoli che incontrano anche i reparti meglio organizzati e meglio armati, debbono rendersi conto delle difficoltà (di inquadramento - addestramento - armamento - munizionamento - ecc.) contro cui si dibattono le formazioni partigiane, e trarne le logiche conseguenze circa la loro efficienza e le loro possibilità reali.

- Ogni comandante si ponga onestamente questa domanda: "Che cosa riterrei di poter fare io se, invece di essere alla testa del mio reparto, fossi il capo dei partigiani che ho di fronte?". E l'onesta risposta porterà a riconoscere che un notevole per cento della efficienza dei partigiani è rappresentato dall'idea esagerata che noi di tale efficienza ci facciamo.

PUNTO VI°: ALLE OFFESE DELL'AVVERSARIO SI DEVE REAGIRE PRONTAMENTE E NELLA FORMA PIÙ DECISA E MASSICCIA POSSIBILE

- Il trattamento da fare ai partigiani non deve essere sintetizzato dalla formula: "dente per dente" ma bensì da quella "testa per dente".

- La prontezza e la potenza della reazione suppongono:

- in primo luogo del "ginger";
- in secondo luogo: una organizzazione, permanente e contingente, propria allo scopo (elementi mobili, di pronto impiego).
- Reazioni non organizzate, condotte "tanto per fare", con forze e mezzi inadeguatí, e che ottengono scopo contrario a quello prefisso, sono da scartare.

PUNTO VII°: LE OPERAZIONI CONTRO I PARTIGIANI SONO VERE E PROPRIE OPERAZIONI BELLICHE.

- E come tali debbono essere organizzate e condotte.

- Di azioni slegate, male imbastite, condotte trascurando i principi più elementari dell'arte militare, senza energia e decisione; di rifornimenti affidati a colonne insufficientemente forti; e di simili "male azioni", i quadri responsabili rispondono.

PUNTO VIII°: LA SORPRESA TATTICA NON È AMMESSA.

- Malgrado dolorosi esempi, si verifica tuttora il caso di reparti e colonne di rifornimento che si espongono sventatamente a volgari imboscate.
- Errori di questo genere implicano una precisa e grave responsabilità.

PUNTO IX°: SI DEVE COMBATTERE A FONDO E CON ACCANIMENTO.

- Non vi sono circostanze che autorizzano nuclei singoli a cessare dalla lotta o a sbandarsi, come non esistono circostanze che legittimino perdite in armi e prigioníeri, non accompagnate da notevoli perdite in morti e feriti.

- L'eventuale verificarsi di simili fenomeni, ed il rientro di militari disarmati o di prigionieri, danno luogo a rigorose inchieste, ed a gravissimi provvedimenti disciplinari o penali.

- Sotto questo punto di vista, si sfati la leggenda del trattamento umano usato dai partigiani ad alcune categorie di prigionieri: di fronte, infatti, a qualche caso del genere, verificatosi presso determinate formazioni, stanno numerosi casi di prigionieri seviziati e soppressi.

- Si spieghi inoltre ben chiaramente alla truppa che le armi e munizioni eventualmente abbandonate, o stupidamente cedute all'avversarlo, sono quelle che, in altra occasione, serviranno a colpire coloro stessi che non hanno avuto il fegato di difenderle.

PUNTO X°: LA SITUAZIONE ED IL PRESTIGIO DELL'ITALIA NELLE NUOVE PROVINCE E NEL TERRITORIO DI OCCUPAZIONE, IMPONGONO A TUTTA L'ARMATA FERREA DISCIPLINA E CONTEGNO, SOTTO TUTTI GLI ASPETTI, ESEMPLARE.

- Quanto riguarda la disciplina degli ufficiali, dei sottufficiali e dei caporali e soldati, è ovvio.

- Circa il contegno ricordo:

- debbono essere evitate, specie dagli ufficiali tutte le forme di parzialità, di dimestichezza e di "lascia andare" di fronte alla popolazione;
- l'uniforme, l'equipaggiamento ed i carichi debbono essere sempre molto corretti (la correttezza non è affatto in contrasto con lo stato di uso e di pulizia del vestiario, ecc., che in operazioni di guerra, nella neve e nel fango, possono logicamente essere scadenti);
- l'atteggiamento dei reparti, nuclei ed individui in armi, in movimento o da fermo, deve essere quale si addice alle truppe di una grande nazione vittoriosa;
- il contegno dei militari isolati, fuori servizio, in città, in paesi, in campagna, nelle stazioni, sui treni, ecc. deve essere irreprensibile.»

### Esplicative
1. ↑  I cetnici erano un movimento ultranazionalista fedele a Pietro II di Jugoslavia che, però, gli italiani avevano armato e utilizzato in funzione anticomunista. Tale sviluppo era malvisto dalle autorità di Berlino, che pretendevano l'eliminazione di ogni tipo di resistenza nei Balcani. Vedi: Rossi-Giusti, p. 59.

### Bibliografiche
1. ↑  Rossi-Giusti, pp. 59-60.
2. 1 2  Gobetti, p. 81.
3. ↑  Borgomaneri, p. 71.
4. ↑   Fabio De Ninno, Mancò la fortuna non il valore, Roma-Bari, Laterza, 2025,  p. 118, ISBN 978-88-58-15758-9.
5. 1 2  Rossi-Giusti, p. 60.
6. ↑  Rossi-Giusti, pp. 45-46.
7. ↑  Rossi-Giusti, p. 46.
8. ↑  Rossi-Giusti, pp. 46-47.
9. 1 2  Rossi-Giusti, p. 59.
10. ↑  Gobetti, pp. da 61 a 63.
11. ↑  Gobetti, pp. 63-64.
12. ↑  Gobetti, p. 65.
13. ↑  Gobetti, p. 80.
14. ↑  Legnani, pp. 155-157.
15. ↑  Legnani, pp. 156-157.
16. ↑  Gobetti, p. 82.
17. ↑  Rossi-Giusti, p. 61.
18. ↑  Gobetti, p. 83.
19. ↑  Gobetti, p. 84.
20. ↑  Gobetti, p. 90.
21. ↑  Gobetti, p. 91.
22. ↑  Gobetti, p. 93.
23. ↑  Rossi-Giusti, p. 63.
24. ↑   Mario Robotti, Comandi XI Corpo d'Armata - Uff. Operazioni - N.02/6246/Op, su criminidiguerra.it. URL consultato il 12 marzo 2020 (archiviato dall'url originale il 7 dicembre 2009).
25. ↑   Circolare 3C del 1º marzo 1942 (stralcio), su campifascisti.it. URL consultato il 12 marzo 2020.
26. ↑   Crimini di guerra. Circolare numero 3C, su criminidiguerra.it. URL consultato il 12 marzo 2020.